# Waterloo (Oregon)
Waterloo és una població dels Estats Units a l'estat d'Oregon. Segons el cens del 2000 tenia 239 habitants.

## Demografia
Segons el cens del 2000, Waterloo tenia 239 habitants, 83 habitatges, i 60 famílies. La densitat de població era de 615,2 habitants per km².
Dels 83 habitatges en un 27,7% hi vivien nens de menys de 18 anys, en un 59% hi vivien parelles casades, en un 8,4% dones solteres, i en un 27,7% no eren unitats familiars. En el 20,5% dels habitatges hi vivien persones soles el 9,6% de les quals corresponia a persones de 65 anys o més que vivien soles. El nombre mitjà de persones vivint en cada habitatge era de 2,88 i el nombre mitjà de persones que vivien en cada família era de 3,33.
Per edats la població es repartia de la següent manera: un 29,3% tenia menys de 18 anys, un 7,5% entre 18 i 24, un 25,5% entre 25 i 44, un 24,7% de 45 a 60 i un 13% 65 anys o més.
L'edat mediana era de 34 anys. Per cada 100 dones de 18 o més anys hi havia 103,6 homes.
La renda mediana per habitatge era de 34.688$ i la renda mediana per família de 39.583$. Els homes tenien una renda mediana de 32.250$ mentre que les dones 25.000$. La renda per capita de la població era de 13.931$. Aproximadament el 10,9% de les famílies i l'11,7% de la població estaven per davall del llindar de pobresa.

## Poblacions més properes
El següent diagrama mostra les poblacions més properes.